# Järnboås församling
Järnboås församling var en församling i Västerås stift och i Nora kommun. Församlingen uppgick 2010 i Nora bergslagsförsamling. 

## Administrativ historik
Församlingen bildades 1660 genom en utbrytning ur Nora bergsförsamling och var därefter till 1824 annexförsamling i pastoratet Nora bergsförsamling, Hjulsjö och Järnboås för att från 1824 till 1962 utgöra ett eget pastorat. Från 1962 till 1983 annexförsamling i pastoratet Hjulsjö och Järnboås för att från 1983 till 2010 vara annexförsamling i pastoratet Nora bergsförsamling, Viker och Järnboås. Församlingen uppgick 2010 i Nora bergslagsförsamling.
1 januari 1959 överfördes till Järnboås församling från Nora bergsförsamling området Skomakartorp 1:2 med 5 invånare och omfattande en areal av 0,49 km², varav allt land.

## Areal
Järnboås församling omfattade den 1 januari 1952 en areal av 133,34 km², varav 118,35 km² land. Efter nymätningar och arealberäkningar färdiga den 1 januari 1960 omfattade församlingen den 1 januari 1961 en areal av 128,01 km², varav 116,02 km² land.

## Kyrkor
- Järnboås kyrka